# スーサイド・スクワッド:ヘル・トゥ・ペイ
『スーサイド・スクワッド:ヘル・トゥ・ペイ』（英: Suicide Squad：Hell to Pay）は、DCコミックスが刊行するアメリカン・コミックスのキャラクターを原作とするOVA。ワーナーブラザーズアニメーションが制作し、ワーナーブラザーズホームエンターテイメントが配給した、2018年のアメリカの成人向けスーパーヒーロー映画。映画は、サム・リュー監督、アラン・バーネット（引退前の最後の作品）脚本のもとで制作された。 DCユニバースアニメーションオリジナルムービーシリーズの31作目で、 DCアニメーションムービーユニバースの一部。ボイスキャストは、クリスチャン・スレーターとしてデッドショット、ハーレークインのタラ・ストロング、アマンダ・ウォーラーにはヴァネッサ・ウィリアムスなど。2018年3月27日にデジタルでリリースされ、2018年4月10日にDVDおよびBlu-rayでリリースされた。

## あらすじ
ベル・レーヴ刑務所に収監されている極悪人たちが、冷酷な刑務所長アマンダ・ウォラーによって召集される。メンバーはデッドショット、キラーフロスト、キャプテン・ブーメラン、ハーレイ・クイン、カッパーヘッド、ブロンズ・タイガー。新たなタスクフォースXが結成されることとなった。彼らの標的は、紛失した謎のカード。ミッションが成功すれば減刑。失敗すれば死が待つ「スーサイドスクワッド」の誕生である。はたしてデッドショットはミッションを成功させて娘のもとに帰れるのか？ 最恐ヴィランたちのエゴと銃声が飛び交う、壮絶な修羅場が繰り広げられる。

## キャスト
- フロイド・ロートン / デッドショット - クリスチャン・スレーター
- アマンダ・ウォーラー - ヴァネッサ・ウィリアムス
- ベン・ターナー / ブロンズタイガー - ビリー・ブラウン
- ジョージ・ハークネス / キャプテン・ブーメラン - リアム・マッキンタイア
- ハーリン・クインゼル / ハーレイ・クイン - タラストロング
- クリスタル・フロスト / キラーフロスト - クリスティン・バウアー・ファン・ストラテン
- サメール・パーク / コッパーヘッド - ギデオンエメリー
- エバード・ソーン / ズーム教授 / リバースフラッシュ - C.トーマスハウエル
- ヴァンダルサベージ / ヴァーティゴ伯爵 - ジム・ピリ
- スキャンダルサベージ - デーニア・ラミレス
- ブラックマンタ / ブロックバスター - デイブ・フェノイ
- スチール・マキシマム / ドクター・フェイト - グレッグ・グランバーグ
- ハービー・デント / トゥーフェイス - デイブボート
- プロフェッサー・ピッグ - ジェームズ・ウルバニアック

## 映像ソフト
製品情報
ASIN B07CZHWQDQ
JAN 4548967389043
映像特典
- スタッフによる音声解説
- 「特報 デス・オブ・スーパーマン」ダイジェスト
- 「ジョーカーのパートナー：ハーレイ・クイン」
- 「キャプテンブーメラン」
- 「デッドショット」
- 「ストーリーを紡ぐ方法」
- 『バットマン:アサルト・オン・アーカム』ダイジェスト